# 库沙达瑟湾

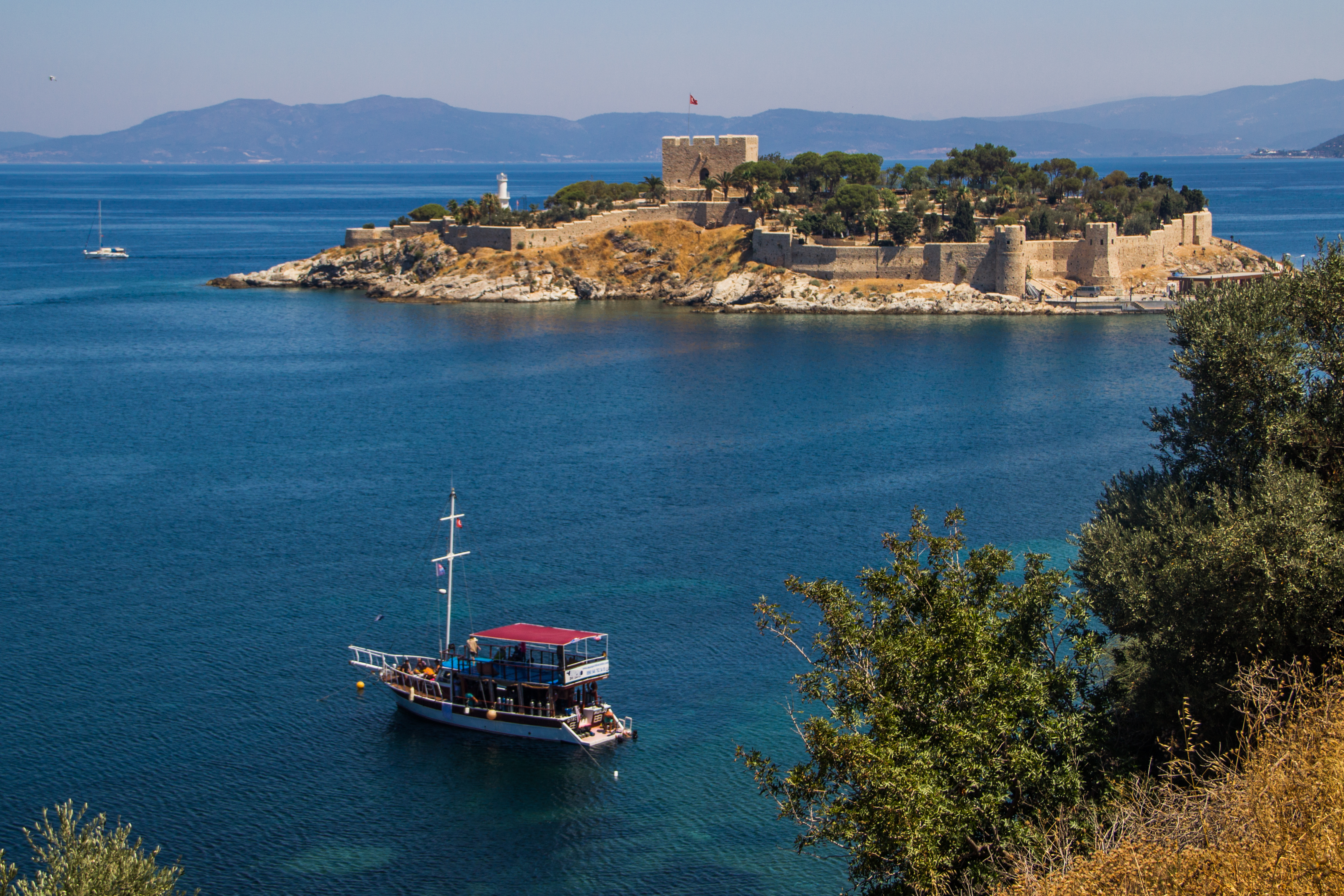

库沙达瑟湾（土耳其語：Kuşadası Körfezi）是爱琴海的一个小海湾和海峡，将希腊的萨摩斯岛与土耳其大陆隔开。库沙达瑟是土耳其西部爱琴海沿岸的一个度假小镇，滨临库沙达瑟湾。希腊的萨摩斯岛北面和东面滨临库沙达瑟湾，而土耳其大陆西面滨临库沙达瑟湾。迈卡尔海峡将萨摩斯岛与土耳其大陆隔开，联系库沙达瑟湾与土耳其西南部和萨摩斯岛以南的水域。
2020年10月30日，致命的7级2020年愛琴海地震袭击了海湾，引发了一场小型海啸，造成土耳其117人死亡，萨莫斯岛2人死亡。
37°50′29″N 27°08′01″E / 37.84139°N 27.13361°E